# Avaceratops
Az Avaceratops a ceratopsia dinoszauruszok egy kis méretű neme, amely a késő kréta időszak campaniai korszaka idején élt a mai Egyesült Államok északnyugati részén.

## Felfedezés és fajok
Az Avaceratops első fosszíliáit a montanai Judith River Formációban fedezték fel 1981-ben. Széttagolódva találtak rájuk egy őskori folyómeder lerakódásában. Az egyik Avaceratops példány teste valószínűleg egy homokturzásba temetődött el, miután az áramlat oda sodorta.
Az első felfedezés Eddie Cole nevéhez fűződik, a fosszíliákat pedig Peter Dodson nevezte el 1986-ban, Eddie felesége, Ava után. A faj a nevét a lelőhelyet magában foglaló földterület tulajdonosa, a Lammers család tiszteletére kapta.

## Osztályozás
Az Avaceratops a Ceratopsia alrendágban található Ceratopsidae család tagja (mindkét név az ógörög 'szarv arcú' szóból származik), amibe olyan papagájszerű csőrrel rendelkező növényevő dinoszauruszok tartoznak, melyek a mai Észak-Amerika és Ázsia területén éltek a kréta időszak során.
Azon kívül, hogy az Avaceratops egy ceratopsia, a taxonómiai elhelyezkedéséről kevés információ áll rendelkezésre. A csoport legkisebb ismert tagja, amely tömör nyakfodorral rendelkezik (a Triceratops kivételével a nagyobb méretű ceratopsiák nyakfodrán rendszerint nyílások, úgynevezett fenestrae-k találhatók), így talán a Triceratops őse lehet, vagy egy olyan pozíciót foglal el, ami a Centrosaurinae és a Ceratopsinae alcsaládok között található. Ez utóbbi elképzelés Paul Penkalski és Peter Dodson 1999-es cikkében jelent meg.

## Táplálkozás
Az Avaceratops a többi ceratopsiához hasonlóan növényevő volt. A kréta időszak során a virágos növények elterjedése „a szárazföldön földrajzilag behatárolódott”, így valószínű, hogy ez az állat az időszak domináns növényeit, a páfrányokat, a cikászokat és a tűlevelűeket fogyasztotta, melyekről éles csőrével leveleket vagy tüskéket téphetett le.

## Fordítás
- Ez a szócikk részben vagy egészben az Avaceratops című angol Wikipédia-szócikk ezen változatának fordításán alapul.  Az eredeti cikk szerkesztőit annak laptörténete sorolja fel. Ez a jelzés csupán a megfogalmazás eredetét és a szerzői jogokat jelzi, nem szolgál a cikkben szereplő információk forrásmegjelöléseként.